# لودويغ هيك
لودويغ هيك (بالألمانية: Ludwig Heck)‏ هو عالم حيوانات ألماني، ولد في 11 أغسطس 1860 في دارمشتات في ألمانيا، وتوفي في 7 يوليو 1951 في ميونخ في ألمانيا.

## وصلات خارجية
- لودويغ هيك على موقع مونزينجر (الألمانية)